# Тригонометрический ряд
Тригонометрический ряд — числовой ряд вида:
{\displaystyle {\frac {A_{0}}{2}}+\displaystyle \sum _{n=1}^{\infty }(A_{n}\cos {nx}+B_{n}\sin {nx})}.
Тригонометрический ряд называется рядом Фурье функции {\displaystyle f(x)}, если коэффициенты {\displaystyle A_{n}} и {\displaystyle B_{n}} определяются следующим образом:
{\displaystyle A_{n}={\frac {1}{\pi }}\displaystyle \int _{-\pi }^{\pi }\!f(x)\cos {nx}\,dx\qquad (n=0,1,2,3\dots )}
{\displaystyle B_{n}={\frac {1}{\pi }}\displaystyle \int _{-\pi }^{\pi }\!f(x)\sin {nx}\,dx\qquad (n=1,2,3,\dots )}
где {\displaystyle f(x)} — это суммируемая на {\displaystyle [-\pi ,\pi ]} функция. .
Не каждый тригонометрический ряд является рядом Фурье.
Типичная задача в теории тригонометрических рядов: найти, при каких значениях переменной {\displaystyle x} данный тригонометрический ряд сходится.